# 大師橋

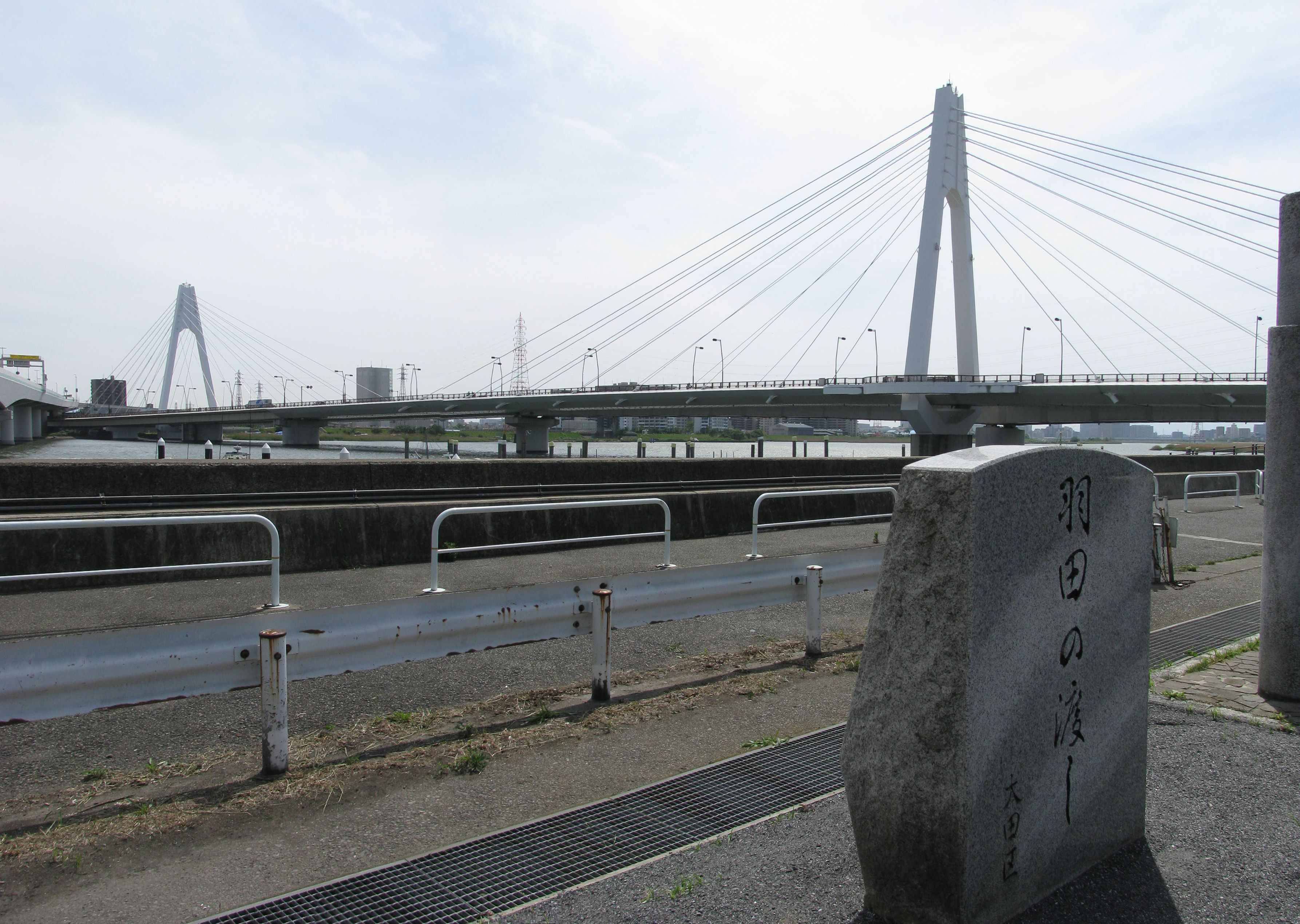
大師橋（2011年5月15日）
手前の碑は、羽田の渡し跡の碑

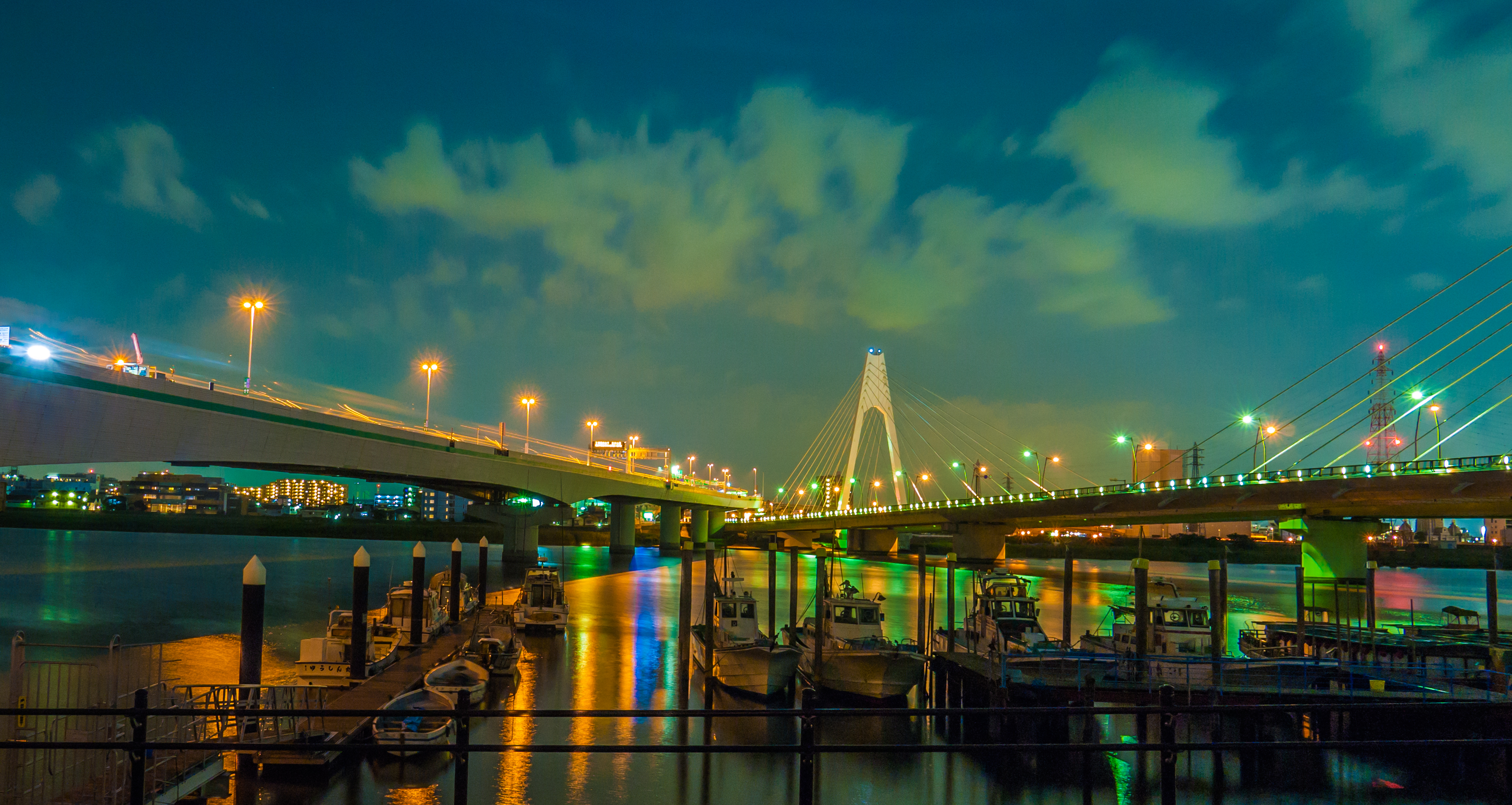
大師橋を多摩川北岸から南方の下り方面を見る。左は高速大師橋。

大師橋（だいしばし）は、多摩川にかかる橋で、東京都道・神奈川県道6号東京大師横浜線（産業道路）を通す。名称の由来である川崎大師は大師橋の南西約1キロメートルのところにある。同橋は川崎市が管理している。

## 地理
北側が東京都大田区羽田2丁目および本羽田3丁目、南側が神奈川県川崎市川崎区殿町１丁目および大師河原1丁目で、東京都と神奈川県の境にかかる。
隣接して首都高速1号羽田線・首都高速神奈川1号横羽線の高速大師橋が架かっている。大師橋は、南岸で高速大師橋の下を潜るが、北岸で二つの橋は約170メートル離れている。これは、高速大師橋が川に対して直角ではなく斜めに架けられているためである。

## 旧橋
1939年（昭和14年）に完成した大師橋はゲルバー式トラス橋だが、吊り橋に似た形をしていた。橋の長さ552.18メートル、この形式の橋としては東洋一と言われた。車道は二車線あわせて11.0メートル、両側に2.5メートルの歩道があった。川の流れにかかる部分に二つの大きな橋脚を立て、三つのトラスを連結した。この中央部の両側は鋼桁橋であった。

## 新橋
旧橋が狭く、老朽化が進んだため、1991年（平成3年）より新橋への架け替え工事が始まった。中央の両側に建てた二つの塔から左右に7本ずつ、計28本で橋桁を吊る斜張橋である。
1997年（平成9年）、I期工事として3車線の橋が完成し、上り2車線、下り1車線として供用が始められた。
2006年（平成18年）11月12日、II期工事としてもう1本の橋（3車線）が完成し、I期工事部分が下り線、II期工事部分が上り線として供用されている。なお、橋前後の中央分離帯設置やI期工事部分の橋面舗装を補修するため、交通開放は次の2段階で行われた。
1. 2006年（平成18年）11月12日 - 2007年（平成19年）1月末　上り3車線、下り1車線
2. 2007年（平成19年）2月 - 上り3車線、下り3車線

## 近隣の橋・河底トンネル
- 多摩川
  - （上流）－東海道本線六郷川橋梁－京急六郷川橋梁－六郷橋－大師橋－羽田水門－高速大師橋－東海道貨物線（トンネル）－多摩川スカイブリッジ－（下流）